# Холтби, Льюис
Льюис Га́рри Хо́лтби (нем. и англ. Lewis Harry Holtby; 18 сентября 1990, Эркеленц, Северный Рейн-Вестфалия) — немецкий футболист, полузащитник нидерландского клуба НАК Бреда. Выступал за сборную Германии.

## Клубная карьера

### Ранняя карьера
Сын немки и англичанина, Холтби начал заниматься футболом в четыре года в составе одной из команд Эркеленца. В одиннадцать лет он перешёл в мёнхенгладбахскую «Боруссию». Но вскоре тренеры «Боруссии» посчитали Льюиса слишком маленьким и худым. Следующей командой Холтби стала ахенская «Алемания», куда он пришёл в возрасте 14 лет.

### «Алемания»
После трёх лет в академии Ахена, в сезоне 2007/08 Холтби был предложен профессиональный контракт. В основном составе «Алемании» Льюис дебютировал в 17 лет под руководством Йорга Шмадтке, выйдя на замену вместо Мирко Каспера в игре с «Санкт-Паули». В следующем сезоне Холтби был переведён новым менеджером Юргеном Зеебергером на позицию левого вингера. В своей новой роли он забил первый гол за клуб 8 декабря 2008 года против «Мюнхен 1860», а в феврале отметился голом в ворота «Нюрнберга». В итоге он провёл 31 матч и забил восемь мячей за сезон, а «Алемания» завершила кампанию на четвёртом месте, уступив место в плей-офф. Форма Холтби в этом сезоне позволила ему заполучить золотую Медаль Фрица Вальтера за звание лучшего игрока Германии до 19 лет, опередив других призёров в лице Константина Рауша и Андре Шюррле.

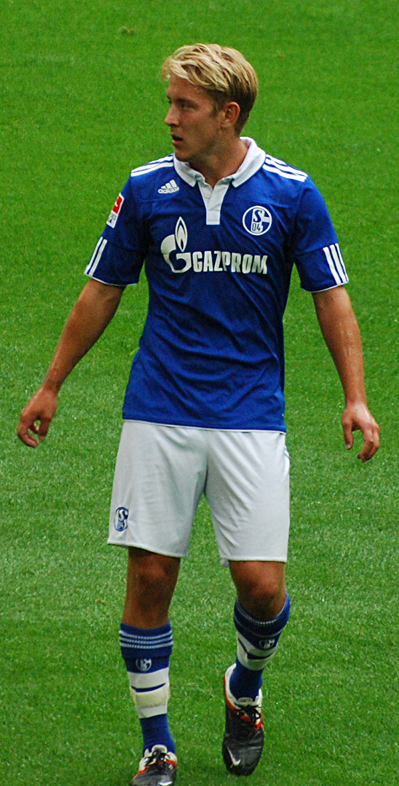
Холтби в составе «Шальке 04» в 2011 году.

### «Шальке 04»
Впечатлив игрой во втором дивизионе в составе «Алемании», Холтби привлёк к себе внимание многих представителей Бундеслиги. В июле 2008 года игрок был куплен «Шальке 04» за €2,5 млн, подписав четырёхлетнюю сделку. Его дебют за новый клуб состоялся в августе 2009 года под руководством Феликса Магата в рамках Кубка Германии, где «Шальке» разгромил «Германия Виндек» со счётом 4:0. В составе первой команды Холтби принял участие в девяти матчах чемпионата, отметившись двумя голевыми передачами, и дважды в кубке, прежде чем в январе отправился в аренду в «Бохум».

#### Аренды в «Бохум» и «Майнц 04»
Холтби присоединился к «Бохуму» в конце января 2010 года на правах 18-месячной аренды. Он дебютировал за клуб 6 февраля в ничейном матче против «Байер 04» (1:1), отметившись во втором тайме голевой передачей на Златко Дедича. 13 марта Холтби забил свой первый гол за клуб, и свой первый гол в Бундеслиге, в проигранном матче дортмундской «Боруссии» (4:1). В общей сложности за «Бохум» полузащитник провёл 14 игр и забил дважды, прежде чем его аренда была расторгнута в конце сезона в связи с вылетом «несгибаемых» во второй дивизион.
По возвращении в «Шальке» Холтби снова был отдан в аренду на сезон 2010/11, на этот раз в «Майнц 05». Под руководством Томаса Тухеля в «Майнце» Холтби сформировал прочные партнёрские отношения с нападающими Адамом Салаи и Андре Шюррле, которые помогли клубу одержать семь последовательных побед на старте кампании. Впечатляющая форма Льюиса Холтби привлекла внимание тренера Германии Йоахима Лёва. Наставник «бундестим» вызвал футболиста в сборную в ноябре 2010 года. В общей сложности Холтби провёл за «Майнц» 32 матча и забил 6 мячей, а поскольку «карнавальники» закончили сезон на пятом месте, опередив «Шальке» на 18 очков, и получили право на участие в Лиге Европы УЕФА, полузащитник вернулся на «Фельтинс-Арену», отдав должное Тухелю, описав того, как блестящего тренера.

#### Возвращение в «Шальке 04»

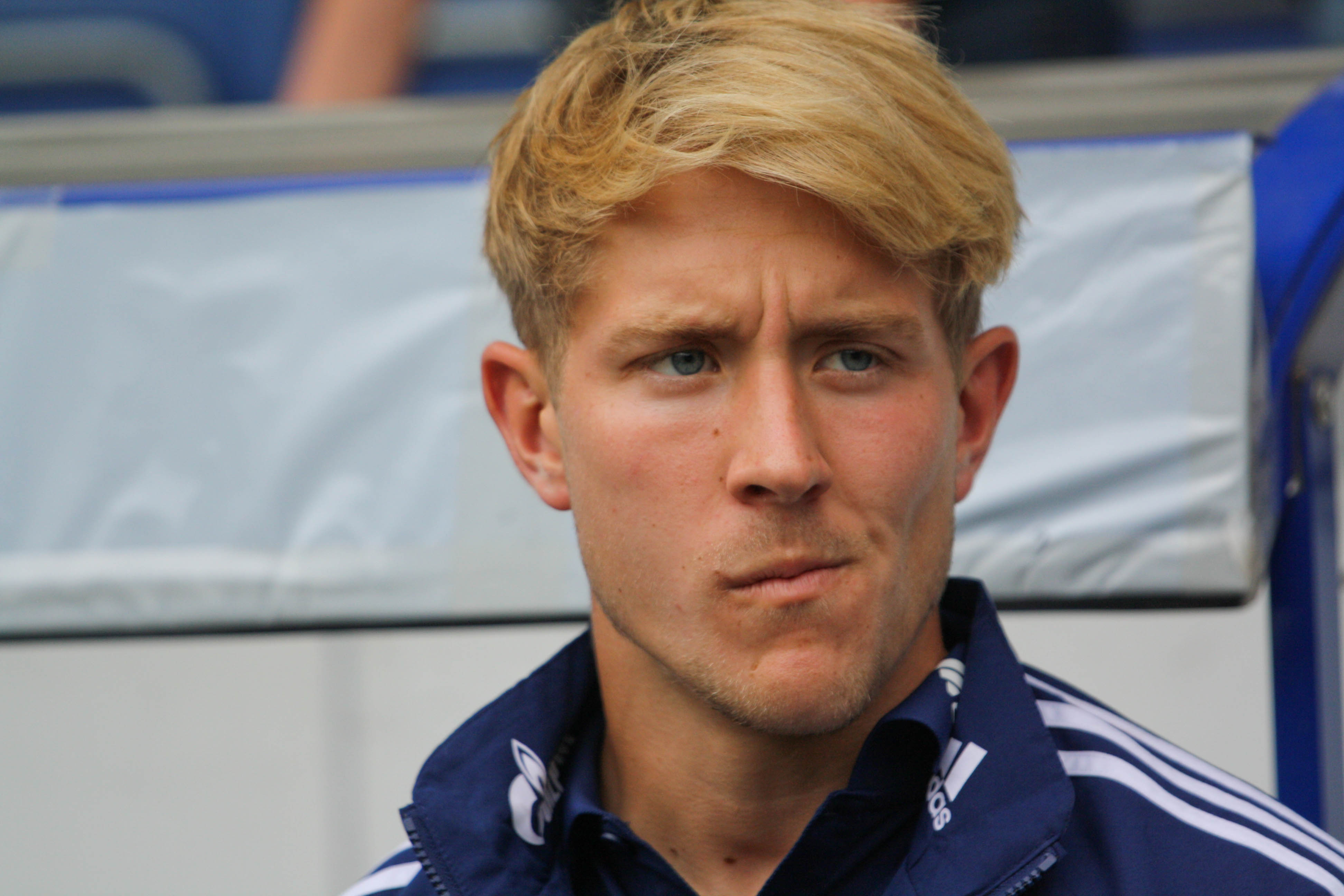
В общей сложности Холтби забил 13 голов в 79 матчах за «Шальке» во всех соревнованиях.

После возвращения в «Шальке» Холтби появился в основном составе в рамках Суперкубка 2011 года, а в серии одиннадцатиметровых ударов реализовал пенальти в ворота «Боруссии». Спустя месяц он отметился первым голом за «горняков», поучаствовав в разгроме над «Кёльном» (5:1). Ранее, выступавший в качестве атакующего полевого игрока и вингера, Холтби был переведён новым менеджером Ральфом Рангником в опорную зону из-за испанской легенды Рауля, отвечающего за атакующие функции команды. Несмотря на более оборонительную роль, Холтби продемонстрировал свой лучший результат в карьере, записав на свой счёт 41 матч и 9 голов, а также помог «Шальке» добраться до полуфинала Лиги Чемпионов и завершить сезон на пятой строчке в турнирной таблице. В начале следующей кампании Холтби заявил, что не будет продлевать контракт с клубом, истекающий летом. Во время январского трансферного окна английский «Тоттенхэм» объявил о том, что подписал с полузащитником предварительный контракт, который вступит в силу в июле 2013 года. 18 января, в первой игре после заявления «шпор», Холтби принёс «Шальке» победу над «Ганновером» (5:4), забив решающий гол. Однако, это был последний матч в цветах немецкого клуба, поскольку «Тоттенхэм» достиг соглашения с «Шальке» об ускоренном переходе Холтби из-за серьёзной травмы Сандро.

### «Тоттенхэм Хотспур»
28 января 2013 года Холтби подписал контракт на 4,5 года с «Тоттенхэм Хотспур» на сумму в £1.5 миллион. Он дебютировал в составе «шпор» два дня спустя, заменив на 71-й минуте Клинта Демпси в ничейном матче против «Норвич Сити» (1:1) на «Кэрроу Роуд». Его домашний дебют последовал 9 февраля в победной игре с «Ньюкасл Юнайтед» (2:1). В общей сложности он принял участие в 11 встречах, а «Тоттенхэм» завершил кампанию на пятом месте в Премьер-лиге, упустив возможность квалифицироваться в Лигу Чемпионов. Холтби забил свой первый гол в составе «лилейно-белых» в рамках Лиги Европы 29 августа 2013 года, поразив сетку ворот тбилисского «Динамо» с 23 метров, а его команда одержала победу со счётом 3:0. 4 декабря полузащитник отметился первым голом в Премьер-лиге, где его клуб одолел «Фулхэм» (2:1) на «Крейвен Коттедж». Этот гол оказался для него первым и последним в «Тоттенхэме» в рамках лиги, так как Холтби не смог прорваться в основной состав под руководством Тима Шервуда, а на оставшуюся часть сезона игрок отправился в аренду в «Фулхэм».

#### Аренда в «Фулхэм»

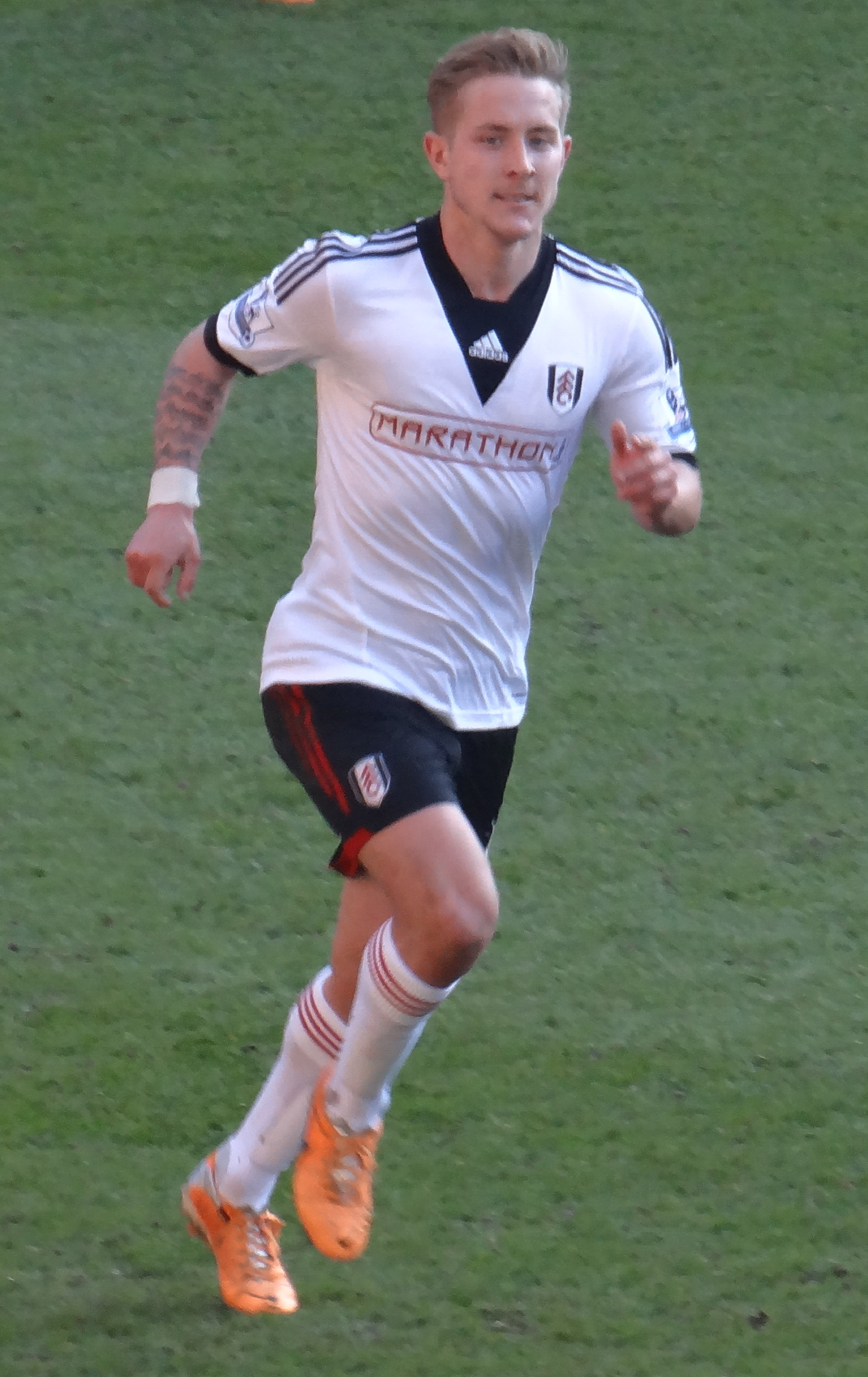
Холтби в составе «Фулхэма» в 2014 году.

«Фулхэм» завершил арендное подписание Холтби 31 января 2014 года, успев оформить сделку до закрытия трансферного окна. Присоединившись к «дачникам», Льюис Холтби сообщил официальному сайту клуба, что у него есть мотивация помочь команде сохранить место в Премьер-лиге, а также получить вызов в сборную Германии для участия на Чемпионате мира 2014. Он дебютировал на следующий день, отыграв все 90 минут в матче, где «Фулхэм» потерпел разгромное поражение от «Саутгемптона» (3:0). Две недели спустя Холтби воссоединился с бывшим менеджером по «Шальке» Феликсом Магатом, который заменил уволенного Рене Мёленстен. До своего назначение Магат стал предметом негативных комментариев, сделанных полузащитником немецкому изданию Bild, где он раскритиковал методы работы специалиста. Именно этот конфликт послужил поводом для «Шальке» дважды отдать футболиста в аренду. Позже Холтби признал, что был удивлён назначению Магата, но отрицал, что между ними есть недопонимания. Тем не менее перед игрой против «Кардифф Сити» Магат поставил под сомнения боевой дух Холтби. Холтби ответил забитым мячом, но «дачники» всё равно проиграли со счётом 3:1. Это был единственный гол, который Холтби забил в 13 матчах за «Фулхэм», а сам клуб в конечном итоге вылетел в Чемпионшип.

### «Гамбург»
После своей аренды в «Фулхэм», Холтби вернулся на «Уайт Харт Лейн» и к концу августа 2014 года провёл в составе «Тоттенхэма» три матча, в том числе два в рамках Лиги Европы. Однако, все его попытки добиться признания в стане «шпор» закончились неудачей, так как клуб подписал Бенжамена Стамбули из «Монпелье». Холтби решил вернуться в Германию, присоединившись на правах аренды к «Гамбургу». В договоре аренды «Гамбург» предусмотрел пункт о возможном выкупе футболиста за £6.5 миллионов. Несмотря на то, что Холтби сломал ключицу перед стартом сезона, это не помешало ему отметиться 22 играми в своём дебютном сезоне за «горожан», а заодно помочь команде сохранить место в Бундеслиге. 1 июля 2015 года было подтверждено, что «Гамбург» воспользовался своим правом выкупить Холтби, но сделал это за £4.6 миллиона. Свой первый гол за клуб он забил 29 августа 2015 года в ворота «Кёльна» (1:2), а в целом за сезон отметился двумя мячами — второй пришёлся на игру с «Боруссией» (3:1). Перед началом сезона 2016/17 Холтби выбыл из состава на восемь-десять недель так как во второй раз сломал ключицу, угодив в аварию на велосипеде в Швейцарии. В декабре 2016 года он получил свою первую красную карточку за удар Доминика Кора в победном матче над «Аугсбургом» (1:0). Впоследствии ему назначили двухматчевую дисквалификацию. 1 апреля 2017 года Холтби провёл свой 300-й матч в профессиональной карьере, ознаменовав это событие победой над «Кёльном» (2:1). В последних двух матчах сезона он отметился двумя голевыми передачами и снова помог «Гамбургу» спастись от вылета. В начале следующего сезона Холтби отметился своеобразным достижением — забил самый поздний гол в истории Бундеслиги, поразив ворота «Кёльна» (4:1) на 100-й минуте. Неожиданно Холтби потерял своё место в основном составе, так как сначала менеджер Маркус Гисдоль, а затем и Бернд Холлербахом усадили его на скамейку запасных. Он вернулся в стартовый состав после назначения на пост главного тренера Кристиана Титца, забил пять мячей в последних восьми матчах сезона: в ворота «Штутгарта», «Шальке», «Фрайбурга», «Вольфсбурга» и «Боруссии» из Мёнхенгладбаха. Его хорошей формы в конце кампании оказалось недостаточно и «Гамбург» пошёл на понижение впервые в истории клуба. Холтби закончил кампанию в качестве главного бомбардира команды с шестью голами, несмотря на то что провёл всего 16 игр, а с истечением срока своего контракта, продлил соглашение с «Гамбургом» ещё на год. В первом туре Второй Бундеслиги он вышел на игру против «Хольштайна» с капитанской повязкой, так как Аарон Хант получил травму. Позже Холтби забил свой первый кубковый гол и помог обыграть «Эрндтебрюк» (5:3). После того, как выяснилось, что контракт Холтби с «Гамбургом» продлён не будет, группа болельщиков запустила онлайн петицию, которая собрала тысячи подписей, в попытке убедить руководство клуба продлить пребывание Холтби в клубе. В конечном итоге он покинул «Фолькспаркштадион» после того, как клуб не смог добиться повышения.

### «Блэкберн Роверс»
После ухода из «Гамбурга» Холтби продолжил тренироваться и поддерживать форму с немецким клубом «Рот-Вайсс», а 19 сентября 2019 года вернулся в Англию, чтобы подписать контракт с «Блэкберн Роверс». Он дебютировал за новую команду два дня спустя, выйдя на замену во втором тайме матча против «Рединга» (2:1). Ровно через месяц Холтби забил свой первый гол, который пришёлся в ворота «Хаддерсфилд Таун» (2:2). После этого в матче против «Шеффилд Уэнсдей» «бродяги» записали на свой счёт первую крупную победу с 2001 года, разгромив «сов» со счётом 5:0, а Холтби оформил дубль.

### НАК Бреда
11 августа 2025 года на правах свободного агента перешёл в нидерландский НАК Бреда, подписав двухлетний контракт до середины 2027 года.

## Сборная Германии
17 ноября 2010 года дебютировал во взрослой сборной Германии, отыграв 73 минуты в матче против сборной Швеции. 7 июня 2011 года Холтби сыграл второй матч за сборную. Немцы в гостях играли со сборной Азербайджана в рамках квалификации к чемпионата Европы 2012 года.

## Достижения
«Шальке 04»
- Обладатель Суперкубка Германии: 2011

## Личная жизнь
Отец Холтби, Крис Холтби, является бывшим английским солдатом из Ливерпуля. Мать Льюиса является немкой. Холтби, как и его отец, болеет за «Эвертон» и говорил, что «это будет мечтой играть за них». Когда «Ливерпуль» проявлял к нему интерес в 2012 году, он официально заявил, что не будет отказываться от предложения «красных», поскольку мечтает играть в Премьер-лиге: «Я бы не стал исключать возможности перехода в „Ливерпуль“, даже если для моего отца это будет тяжело».
Младший брат Холтби, Джошуа, также является футболистом и выступает за нидерландский «МВВ Мастрихт». Воспитанник «Боруссии» из Мёнхенгладбаха.